# 中國香港手球總會
中國香港手球總會（Handball Association of Hong Kong, China）是專門管轄香港手球和沙灘手球事務的組織。該組織的前身為在1970年代成立的香港業餘手球總會。2002年，由於手球在香港的發展日漸成熟，香港業餘手球總會升格為中國香港手球總會。
現時，中國香港手球總會是國際手球總會和亞洲手球總會的成員，旗下的主要比賽有香港手球聯賽、香港手球公開賽、青少年分齡賽及沙灘手球公開賽。

## 資料來源
1. ↑  .   [2013-12-02]. （原始内容存档于2013-12-04）.

## 外部連結
- 官方网站（页面存档备份，存于）